# Сити Вју (Јужна Каролина)
Сити Вју (енгл. City View) насељено је место без административног статуса у америчкој савезној држави Јужна Каролина.

## Демографија
По попису из 2010. године број становника је 1.345, што је 91 (7,3%) становника више него 2000. године.
| Група             | 2000.       | 2010.       |
| Белци             | 747 (59,6%) | 503 (37,4%) |
| Афроамериканци    | 395 (31,5%) | 377 (28,0%) |
| Азијати           | 3 (0,2%)    | 1 (0,1%)    |
| Хиспаноамериканци | 94 (7,5%)   | 449 (33,4%) |
| Укупно            | 1.254       | 1.345       |